# Karl Bücher
Karl Bücher (ur. 16 lutego 1847 w Kirberg, zm. 12 listopada 1930 w Lipsku) – niemiecki ekonomista, historyk gospodarki, socjolog, prekursor prasoznawstwa. Wniósł duży wkład w socjologię pracy.

## Życiorys
Studiował historię i filologię w Bonn i Getyndze. Pracował jako nauczyciel we Frankfurcie nad Menem. W 1878 został redaktorem Frankfurter Zeitung i zajmował się problematyką społeczno-gospodarczą. W 1881 uzyskał habilitację na Uniwersytecie Ludwika i Maksymiliana w Monachium. Pracował później w Tartu, Bazylei, Karlsruhe i Lipsku.
Był zwolennikiem podejścia historycznego w ekonomii, czyli tłumaczenia problemów gospodarczych poprzez rekonstrukcję ich historycznych korzeni. Stworzył model rozwoju gospodarczego świata od gospodarki naturalnej do gospodarki narodowej. Zajmował się także progiem rentowności, krzywą dochodów, relacją między przychodami a kosztami. Zaobserwował zjawisko występujące przy masowej produkcji, polegające na spadku kosztów jednostkowych przy zwiększaniu liczby wytwarzanych towarów.
Na emeryturze zajął się prasoznawstwem. W 1916 założył na Uniwersytecie w Lipsku pierwszy w Niemczech instytut nauk o prasie. Placówka miała kształcić przyszłych dziennikarzy oraz stać się centrum badań naukowych nad prasą.
Karl Bücher mieszkał w Bad Liebenstein, gdzie pozostali jego potomkowie a uczniowie postawili pomnik na jego cześć.

## Publikacje
- Die Bevölkerung von Frankfurt am Main im XIV. und XV. Jahrhundert, Tybinga 1886.
- Der deutsche Buchhandel und die Wissenschaft, Lipsk 1903.
- Arbeit und Rhythmus, I wyd. 1904, II wyd. 1924.
- Die Berufe der Stadt Frankfurt am Main im Mittelalter, Lipsk 1914.
- Lebenserinnerungen Tybinga 1919 (ukazał się tylko pierwszy tom).
- Zur Frage der Pressereform, Tybinga 1922.
- Arbeitsteilung und soziale Klassenbildung, Frankfurt n. Menem 1946.
- Die Entstehung der Volkswirtschaft (wiele wydań).